# Malik Dunbar
Malik Dunbar (North Augusta, Carolina del Sur, 27 de enero de 1996) es un baloncestista estadounidense que actualmente se encuentra sin equipo. Con 1,98 metros de estatura, juega en la posición de alero.

## Trayectoria deportiva

### Universidad
Tras pasar dos años en el Central Florida Community College, jugó dos temporadas con los Tigers de la Universidad de Auburn, en las que promedió 6,1 puntos y 2,8 rebotes por partido.

### Profesional
Tras no ser elegido en el Draft de la NBA de 2019, disputó las Ligas de Verano de la NBA con los Golden State Warriors, con los que jugó dos partidos, promediando 5,0 puntos y 4,5 rebotes.
En el mes de agosto firmó su primer contrato profesional con los Artland Dragons de la ProA, la segunda división alemana, con los que promedió 13,9 puntos y 5,3 rebotes por partido, antes de ser despedido en febrero de 2020 por motivos disciplinarios.
Dunbar se sumó a los Cafeteros de Armenia de la Liga Wplay de Baloncesto de Colombia en abril de 2023.